# Radio Suomipop
Radio Suomipop — финская коммерческая радиостанция. Основана в 2001 году, вещание осуществляется круглосуточно. Программы данной радиостанции слушает около 5 миллионов человек, возраст большинства из них составляет от 25 до 44 лет. Основу сетки вещания радиостанции составляет финская поп-музыка, а также многочисленные развлекательные программы. Радиостанция является одним из организаторов ежегодного финского фестиваля поп-музыки Suomipop Festivaali в Ювяскюля.

## Города вещания

### Финляндия
| - Хельсинки 98,1 MHz - Хямеэнлинна 103,3 MHz - Турку 103,4 MHz - Лахти 104,4 MHz - Аньяланкоски 103,3 MHz - Лаппеэнранта 94,8 MHz - Ханко 104,5 MHz - Тампере 91,6 MHz - Миккели 104,8 MHz - Ювяскюля 95,1 MHz - Вааса 102,0 MHz - Оулу 96,4 MHz - Куопио 105,3 MHz - Йоэнсуу 102,9 MHz - Сейняйоки 103,3 MHz - Рованиеми 103,3 MHz - Каяани 96,3 MHz - Коккола 106,3 MHz - Пори 90,4 MHz - Торнио 106,0 MHz - Тервола 96,2 MHz |